# فرودگاه شهری لبنان (نیوهمپشر)
فرودگاه شهری لبنان (نیوهمپشر) (به انگلیسی: Lebanon Municipal Airport (New Hampshire)) یک فرودگاه همگانی با کد یاتا LEB است که یک باند فرود آسفالت دارد و طول باند آن ۱۶۷۵ متر است. این فرودگاه در کشور ایالات متحده آمریکا قرار دارد و در ارتفاع ۱۸۳٫۸ متری از سطح دریا واقع شده است.